# Urszula Grabowska
Urszula Grabowska-Ochalik (Myślenice, 27 juni 1976) is een Poolse theater- en filmactrice.